# ČSD-Baureihe M 130.4
Die ČSD-Baureihe M 130.4 waren zweiachsige Dieseltriebwagen für den Regionalverkehr der einstigen Tschechoslowakischen Staatsbahn (ČSD). Sie waren eine Weiterentwicklung der ČSD-Baureihe M 130.3. Sie unterscheiden sich von der Vorgängerbauart insofern, als sie keinen Turm besaßen und die Führerstände an Spitze des Fahrzeuges angeordnet war.

## Geschichte
Die zahlenmäßig am größten vertretene Baureihe von Triebwagen vor dem Zweiten Weltkrieg war die Baureihe M 130.1 von Škoda aus Pilsen. Die Triebwagen mit mechanischer Leistungsübertragung von Tatra in Kopřivnice stellten einen ebenso bedeutenden Faktor in der Motorisierung der Nebenbahnen dar. Es betrifft die Triebwagen der Reihe M 120.3, M 120.4, M 130.2 und M 130.3. Die hier vorgestellte Reihe war die letzte vor dem Zweiten Weltkrieg entwickelte Baureihe des Herstellers.

## Technische Merkmale

Prinzipskizze des Wendegetriebes des M 130.4

Der Triebwagen wurde von einem Sechszylinder-Viertakt-Dieselmotor von Tatra angetrieben. Die Leistung war 88 kW (120 PS) bei 1400/min. Der Zylinderdurchmesser betrug 120 mm, der Kolbenhub 180 mm.
Die mechanische Leistungsübertragung wurde wie bei den Vorgängermodellen mit einem Planetengetriebe von Tatra realisiert. Nach Angabe der Literatur muss es anfangs Probleme mit dem Wendegetriebe gegeben haben, das nur bei Leerlauf des Dieselmotors betätigt werden konnte. Dieses wurde später auf zwei Kegelräder im Antriebskasten auf der Treibachse geändert.

## Einsatz
Die Fahrzeuge bildeten mit den anderen Bauarten der Turmtriebwagen fast die Hälfte der Zahl der Triebwagen auf den zahlreichen Nebenbahnen der ČSD. Sie standen nach Angabe der Literatur während des Zweiten Weltkrieges noch lange im Betrieb.
Sie bewährten sich und versahen den Dienst auf Lokalbahnen bis Mitte der 1950er Jahre, als sie von den neuen Triebwagen der Reihe M 131.1 abgelöst wurden.
Ein Fahrzeug der Reihe M 130.4 ist nicht museal erhalten geblieben.